# Sanctuaire faunique de Kuno
Le sanctuaire faunique de Kuno ou de Kuno-Palpur, élevé au statut de parc national de Kuno depuis 2018, est une aire protégée qui se situe dans le district de Sheopur, au nord-ouest du Madhya Pradesh, un État du centre de l'Inde.

## Histoire

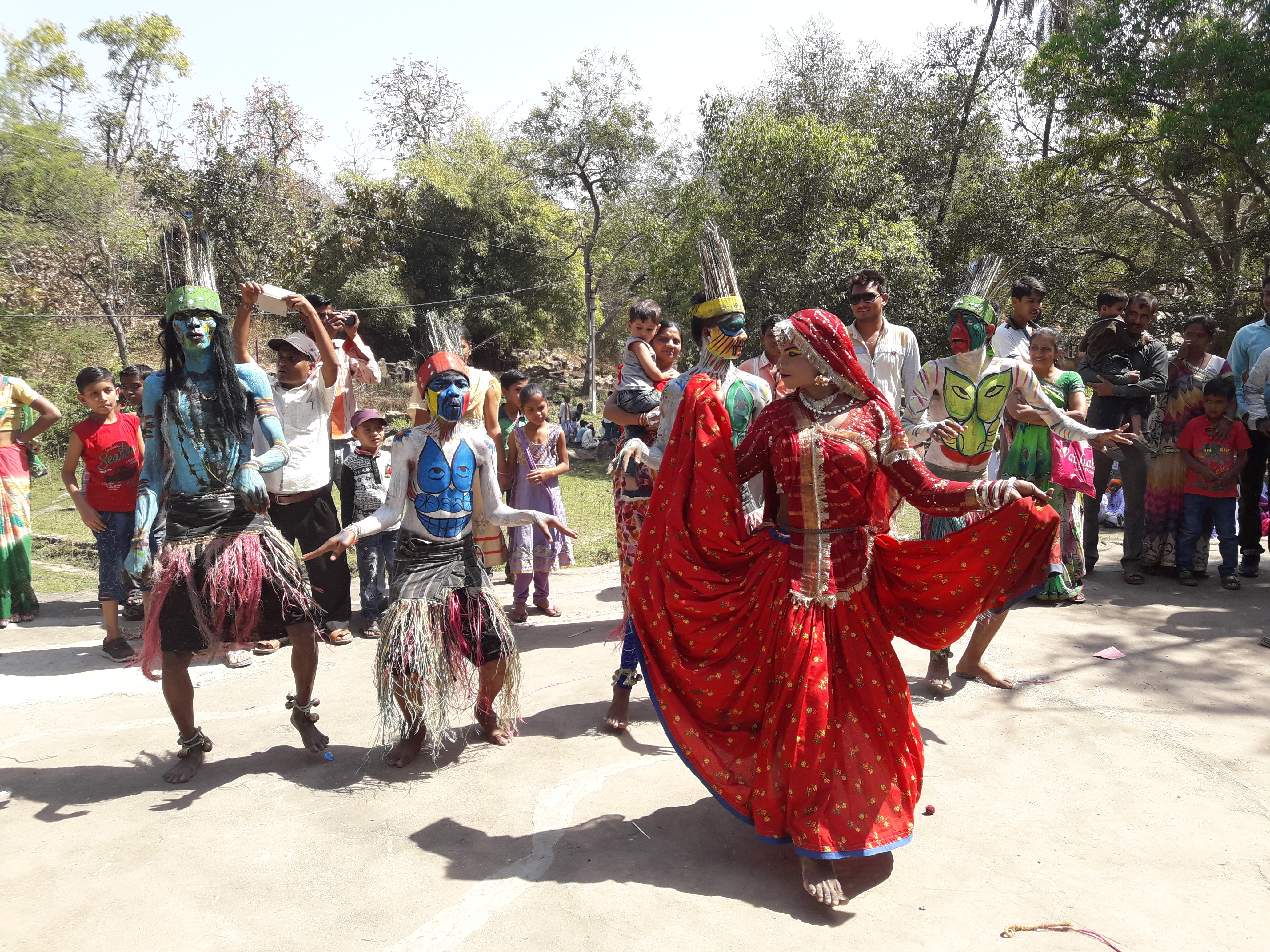
Des membres de la tribu Saharia en train de danser à Rajasthan, 2017

À l'est de la ville de Sawai Madhopur, c'est sur le versant opposé de la rivière Parbati que la réserve Kuno Wildlife Sanctuary (« Sanctuaire de la Faune sauvage de Kuno ») a été établie en 1981. Elle s'étend sur un territoire de 344 km2, et depuis, elle a été agrandie, par une "zone tampon" d'une superficie de 900 km2.
Aujourd'hui, elle constitue un vaste parc qui héberge de nombreuses espèces d'animaux sauvages, y compris des loups, des singes, des léopards indiens et des antilopes nilgaut. À la suite des nombreux déplacements des tribus de bergers nomades – du nom de Saharia en langue Munda – à travers Madhya Pradesh, de nombreux bovins sont souvent égarés ou perdus. Ils errent dans le parc, livrés à eux-mêmes, notamment les zébus qui constituent des proies de choix pour les grands fauves – à savoir, le lion asiatique (Panthera leo persica) et le tigre (Panthera tigris).

## Réintroduction dulion asiatique

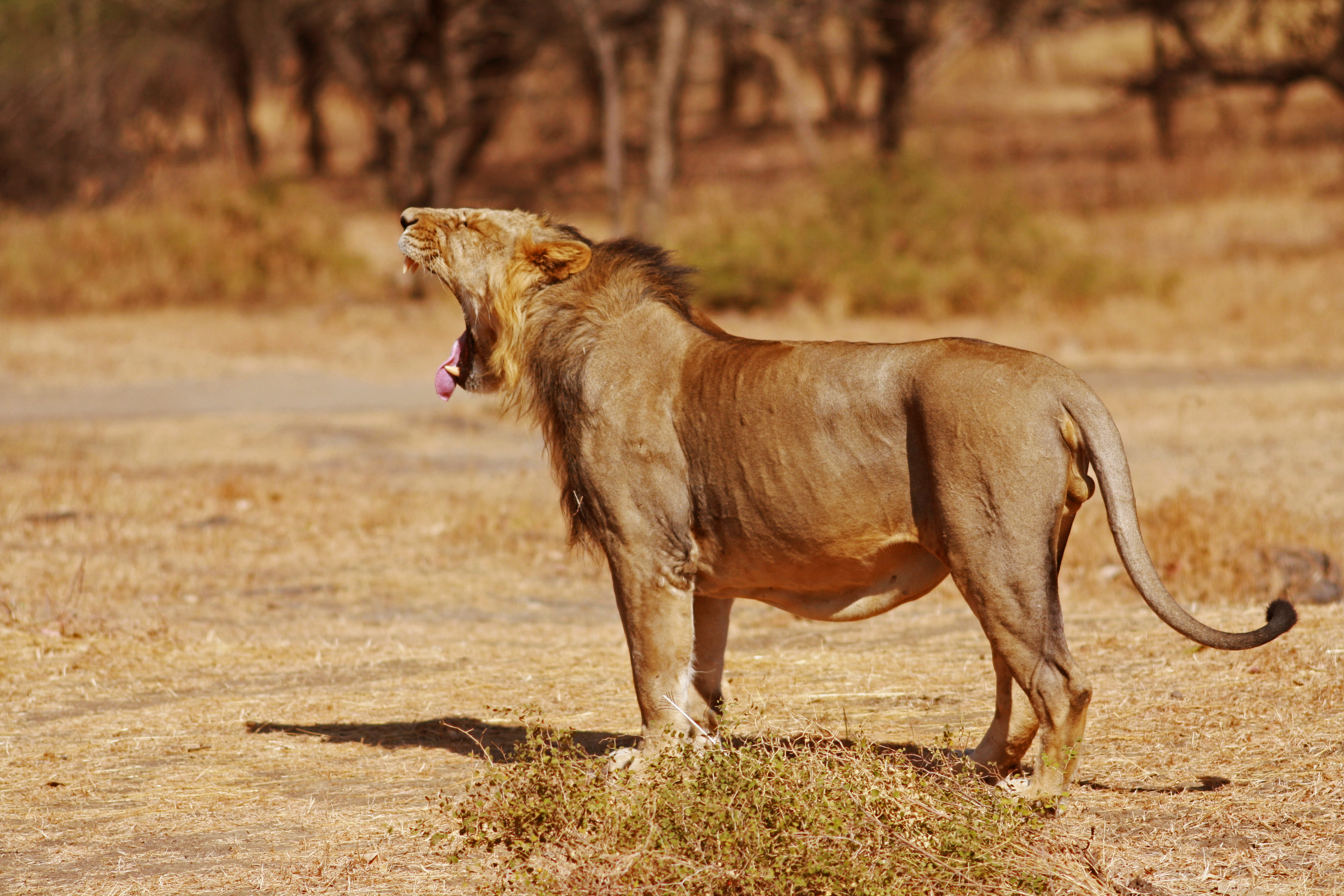
Lion asiatique du parc national de Gir Forest, Gujarat

Les scientifiques de l'Institut de la faune sauvage de l'Inde sont parvenus à convaincre les autorités du ministère de l'environnement et des forêts du gouvernement indien, pour initier un projet de développement Asiatic Lion Reintroduction Project, en pleine réserve de Palpur-Kuno, Madhya Pradesh.
L'objectif de ce plan vise à éviter l'extinction des lions dans leur milieu naturel, car sous la menace d'épidémies, du braconnage et des catastrophes (naturelles ou causées par l'homme, telles que les incendies), leur disparition serait une grave pour la diversité génétique.
Jusqu'à présent, bien que la Cour suprême indienne a ordonné le déplacement d'un certain nombre d'individus vers le parc national, le programme de réintroduction du lion n'est pas effectif, en raison d'un refus d'exécution assumé de la part du gouvernement de l'État du Goudjarat. Ce dernier exerçant un lobbying intense contre la réintroduction du lion d'Asie hors de sa région, en connivence avec des personnalités importantes du gouvernement central indien, dont l'ancien ministre en chef du Goudjarat Narendra Modi,,, actuellement premier ministre de l'Inde.

## Réintroduction duguépard(Acinonyx jubatus)

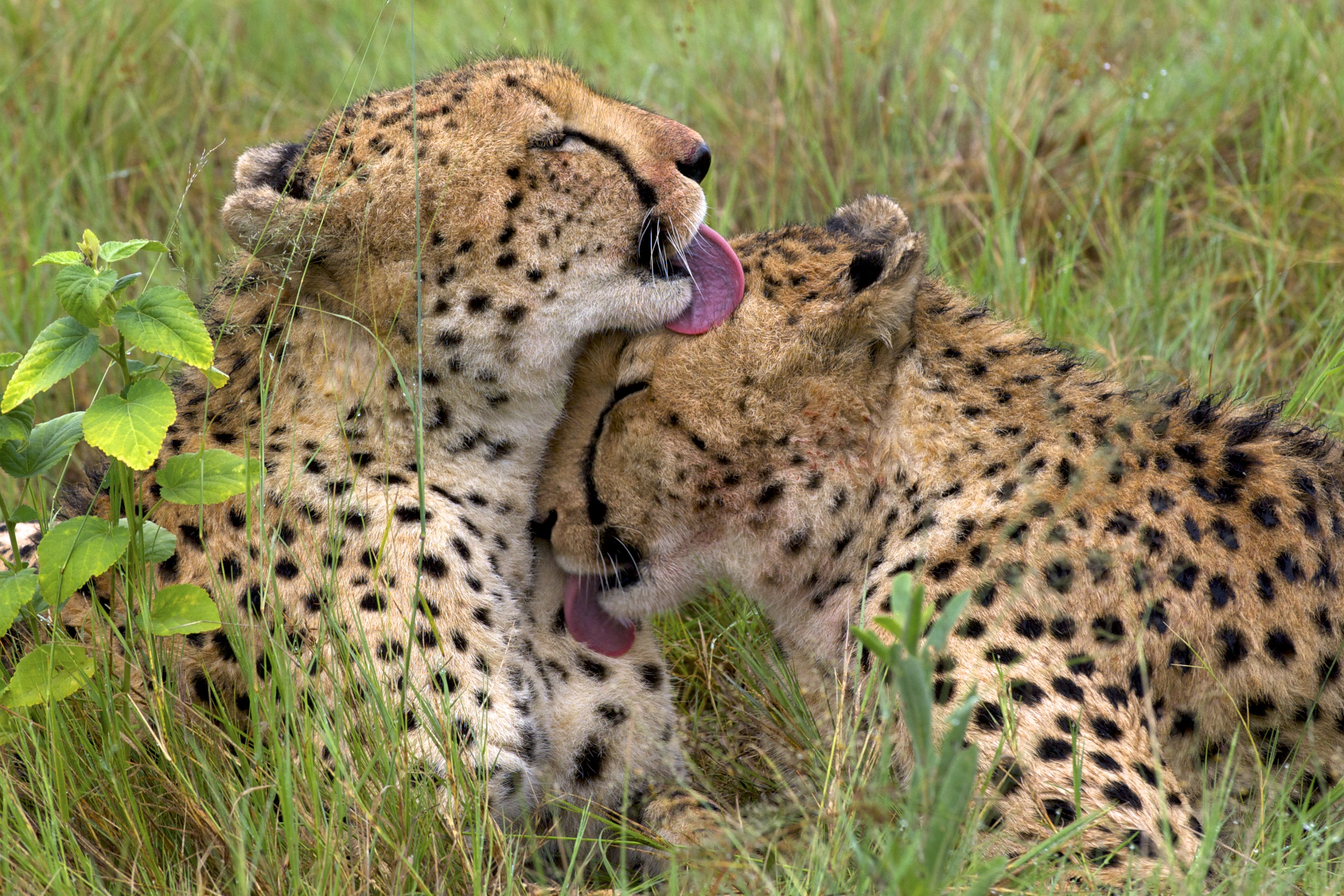
Des frères guépards en captivité.

La réserve de Kuno-Palpur dispose du potentiel nécessaire pour accueillir tigres et léopards d'une part, et lions et guépards d'Asie d'autre part. Ces quatre grands félins de l'Inde, qui jadis cohabitaient dans ses espaces, ont depuis été anéantis au cours des années. La zone protégée est estimée à capacité suffisante afin d'y introduire 27 guépards, un effectif qui pourrait être porté à 30 en ajoutant quelques territoires convenables.
Certains spécialistes ont exprimé des doutes sur la viabilité du parc national de Kuno en tant que site de réintroduction du guépard, qui est une espèce privilégiant les habitats ouverts,. Kuno-Palpur étant essentiellement constitué de forêts décidues sèches, les prairies ou savanes qui y existent actuellement seraient surtout des friches possiblement en cours de renaturation et donc de disparition à long terme. Le choix de Kuno-Palpur aurait été privilégié à des fins politiques, au détriment d'autres sites potentiels et mieux adaptés, comme Tal Chhapar au Rajasthan ou le Parc national de Velavadar au Goudjarat.